# 歌舞伎 (第1次)
『歌舞伎』（かぶき）は、1900年（明治33年）から1915年（大正4年）まで刊行されていた歌舞伎雑誌。廃刊後、同名の雑誌が2度発刊されたため、一般には第1次『歌舞伎』などと呼ばれる。三木竹二が編集にあたり、その兄である森鷗外も盛んに寄稿した。

## 概要
1900年の創刊から1915年の廃刊までに全175号が刊行され、判型は菊判、定価は創刊時10銭だった。毎月、「劇評・考証・演劇評論・劇界の情報等」を掲載したが、その中でも「評論・考証に多く紙面が割かれ」ていたため先行の『歌舞伎新報』や後進の『演藝画報』と比べ、研究雑誌的な性質が強かったとされる。森鷗外の弟である三木竹二が編集の中心だったが、1908年に没した後は伊原青々園が引き継いだ。鷗外、饗庭篁村、幸堂得知、坪内逍遥のような人物が寄稿したほか、竹二の方針で妻の森久子、小山内薫の妹の岡田八千代といった女性たちも積極的に劇評等の記事を執筆した。表紙絵ははじめのうちは中村不折が、のちに長原止水、鏑木清方、久保田米斎が手がけるように変わった。
『歌舞伎』では鷗外の積極的な参加、海外からの寄稿等を背景に、西洋演劇についても紹介・分析がなされ、ストリンドベリやイプセンらの脚本の翻訳が掲載された。創刊当初は題名の通り旧劇関連の記事が9割近くを占めていたが、後期になるにつれ新派劇の記事の割合が徐々に増えていき、「新派・旧派に公平」な雑誌になっていった。

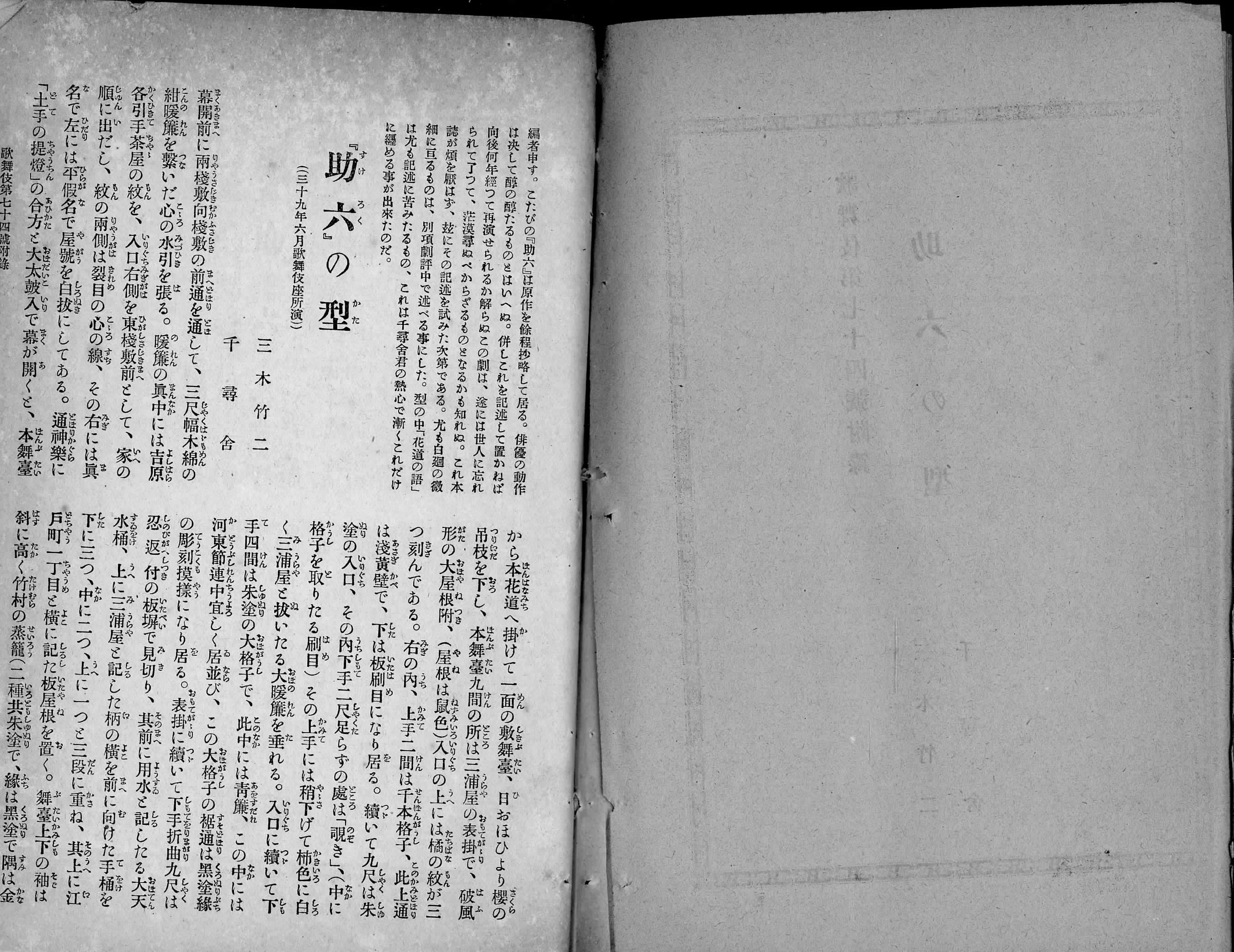
第74号掲載の「助六の型」

### 型の記録
『歌舞伎』中には「〇〇の型」という題名の記事が多く見つかる。研究者たちから「型の記録」と呼ばれている一連の記事は、「実際に上演された舞台の様相を紙上の記録にとどめ」ることを目的として「舞台装置・衣裳・下座音楽等の演出から役者の所作の流れ・演技の段取り等に至るまでを詳細に筆記したもの」で、特に『歌舞伎』の特徴として認識されている。
矢内賢二によれば、「型の記録」は最初「幕内の資料の活字化」から始まり、「役者の談話形式」を経て1905年（明治38年）頃には「観客の視点からの客観的描写」というよく知られた形態が完成するに至ったようで、明治40年代には「型の記録」が各号の半分ほどを占めるようになったという。『歌舞伎』の創刊前後の歌舞伎界には、江戸育ちの俳優及び狂言作者たちが死に、9代目團十郎や5代目菊五郎も体力の衰えが顕在化する一方で、壮士芝居・書生芝居から発展した新派劇が隆盛を迎える、という「危機感」が漂っており、「型の記録」に代表されるような三木竹二指揮下の『歌舞伎』が持っていた「徹底した記録主義」はそうした時代背景を反映したものだと考えられている。「型の記録」の方針は『演藝画報』の「芝居見たまま」という同系統の記事に受け継がれたが、大正期以降は「危機感」意識が薄まっていったことや、写真の掲載が一般化したことなどから徐々に記録としての性質が弱くなり、主観的な文章へと変わっていった。

## 沿革
1897年に『歌舞伎新報』が創刊から19年目で休刊してから2年後の1897年11月、『新報』の編集者だった岡野碩と三木竹二らに加え、安田善之助と伊原青々園、伊臣真の五人が新富座に集まり、後を継ぐ雑誌の構想についての会談が行われた。善之助、竹二、清々園の三人は以前から新たな歌舞伎雑誌を創刊する計画を練っていたが、この会談の前後に岡野碩から休刊中の『歌舞伎新報』を復刊させる話を持ちかけられたのだった。岡野は新雑誌が『新報』の寄稿者陣や購読者を引き継ぐことができる点に触れ、雑誌名を変更しないでの復刊を提案したが、最終的には善之助の命名のもと『歌舞伎』が創刊されることが決定した。

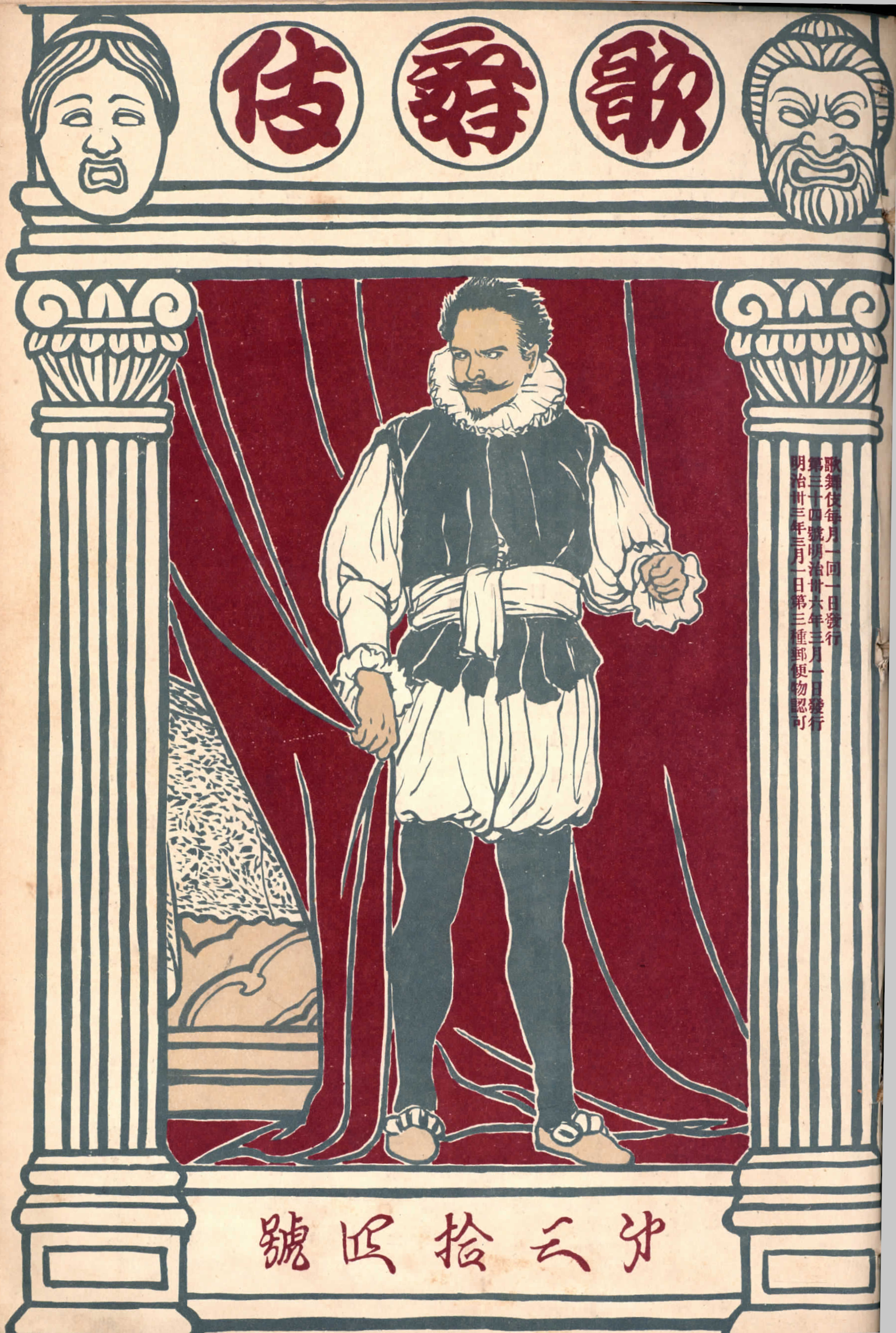
1903年3月号の『オセロ』特集号の表紙、久保田米斎画

善之助が資金を出し、竹二と清々園が実際の編集にあたるという分担体制で出版された創刊号の題字は尾崎紅葉が書き、巻頭には高浜虚子の「常盤座句評」が載った。竹二の妻、久子は創刊後すぐのころを回顧して「此の雑誌を始めたに就いては一通りならぬ苦情が出まして、其の八方からの攻撃は中々手厳しく、私も余りうるさうございますから、幾度となく止めて居ましたが、文藝だとか美術だとか申しまして、とうとうやり通しました」と述べている。また、竹二はこの時既に医師として開業しており、新聞にも連載を持っていたため、『歌舞伎』の創刊によって「徹夜する事は常」というほど多忙を極めたが、清々園は徐々に日本演劇史の執筆など外部での活動に力点を置くようになり、善之助も4年目の第42号からは雑誌に関与しなくなった結果、『歌舞伎』はほぼ竹二1人の努力で運営されていくことになった。
第2号から劇評が特徴的な合評形式のものとなり、第4号の「土蜘蛛の衣裳」や第18号の「歌舞伎座十月狂言の鬘と衣裳」といった記事から「型の記録」が、第10号から田村成義（室田武里名義）の「無線電話」の連載がそれぞれ開始したことに加え、第3号からは第12師団軍医部長として小倉に移っていた鷗外が「隠流」名義で寄稿をはじめるなど『歌舞伎』としての基本姿勢が早い段階から整っていった。また1904年に入ると、山下破鏡による「米国劇信」、「古今演劇講話」が嚆矢となって海外の演劇界の紹介記事も『歌舞伎』の名物となった。

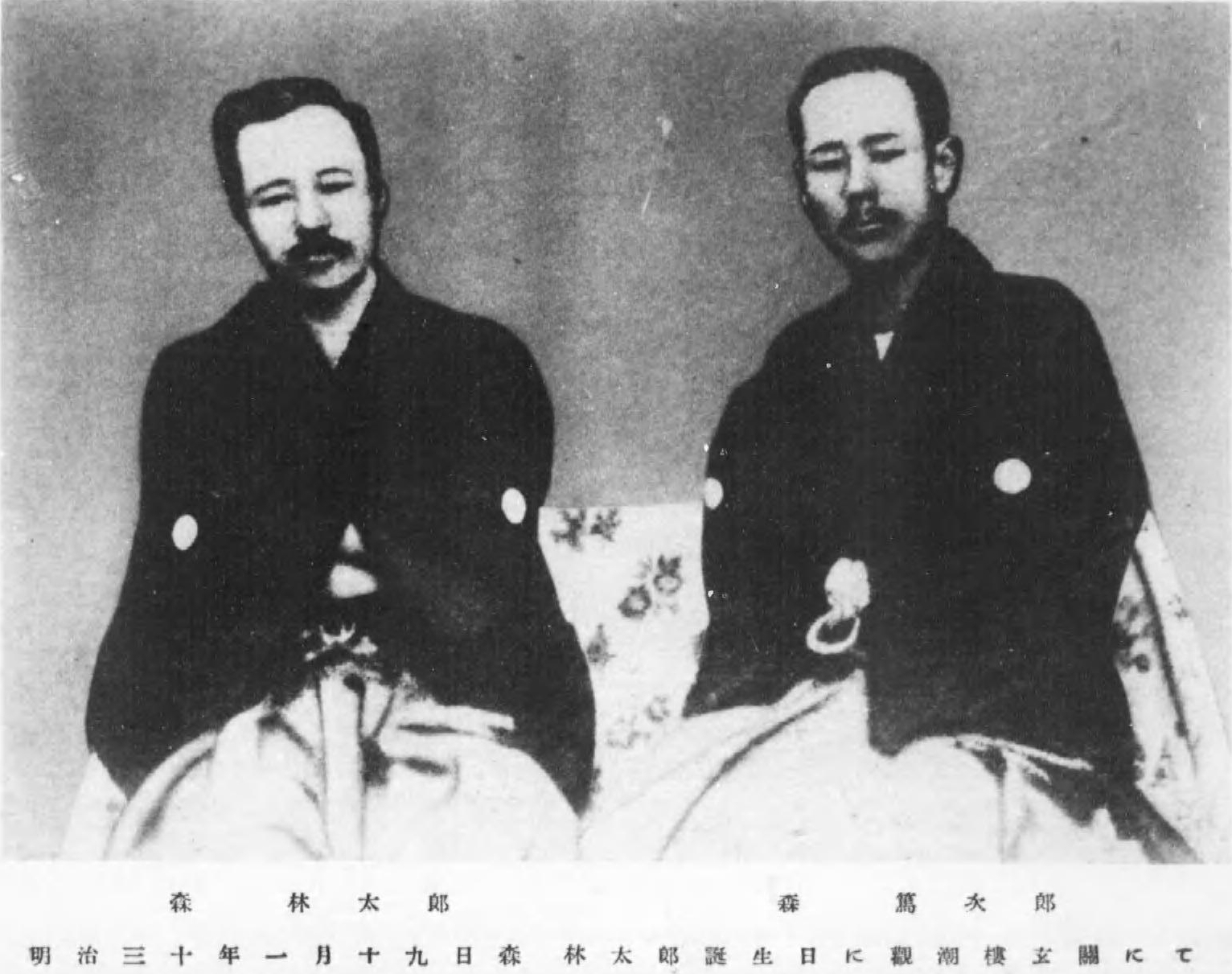
森鷗外（左）と三木竹二（右）

鷗外は1902年3月に第1師団軍医部長に異動、首都に戻ってからは精力的に『歌舞伎』上での執筆量を増やしていった。12月には伊井蓉峰の求めに応じて「ファウストの、老人が若者になるのを逆にした新しい体裁の戯曲」の『玉篋両浦嶼』を『歌舞伎』の号外として出版、翌年の1月に市村座で初演されるのに合わせて『歌舞伎』本誌の2月号でも『玉篋両浦嶼』特集が組まれた。作者たる鷗外は1月号に「玉篋両浦嶼自註」、特集号に「浦島の初度の興行に就て」を書いたが、鷗外研究者の金子幸代はこうした雑誌と興行との連携に触れ、『歌舞伎』を「メディアミックスの先駆け」と評価した。1904年3月、『歌舞伎』は再び鷗外の戯曲『日蓮上人辻説法』を臨時号で出版、翌月の歌舞伎座での初演に出演する俳優たちの配役付き写真を口絵とした。鷗外自身は同月から日露戦争に従軍し、東京を離れた。
1908年1月、前年から喉頭部に潰瘍を患っていた三木竹二が1月号の発行直後に死亡。このため『歌舞伎』は伊原青々園に引き継がれ、休刊期間を挟んで5月号から刊行が再開された。通巻100号記念となる11月号には「故三木竹二君追善号」という副題がつけられ、善之助をはじめとする『歌舞伎』関係者、喜多村緑郎や伊井蓉峰のような役者、上田敏など鷗外の周辺の文人らが追悼の言葉を寄せた。竹二の死後、鷗外は「西洋演劇の紹介は、まさに鷗外の独壇場だった」と振り返られるほど『歌舞伎』誌上での西洋戯曲の翻訳・紹介に一層力を入れるようになった。『歌舞伎』は最終的に1915年の1月、終刊となるものの、こうした鷗外の竹二没後の動きを論じて「弟である竹二が手掛けた雑誌を廃刊させまいとする鷗外の愛情と、劇界を牽引する姿勢が表れている」とする研究者もいる。

## 評価・研究

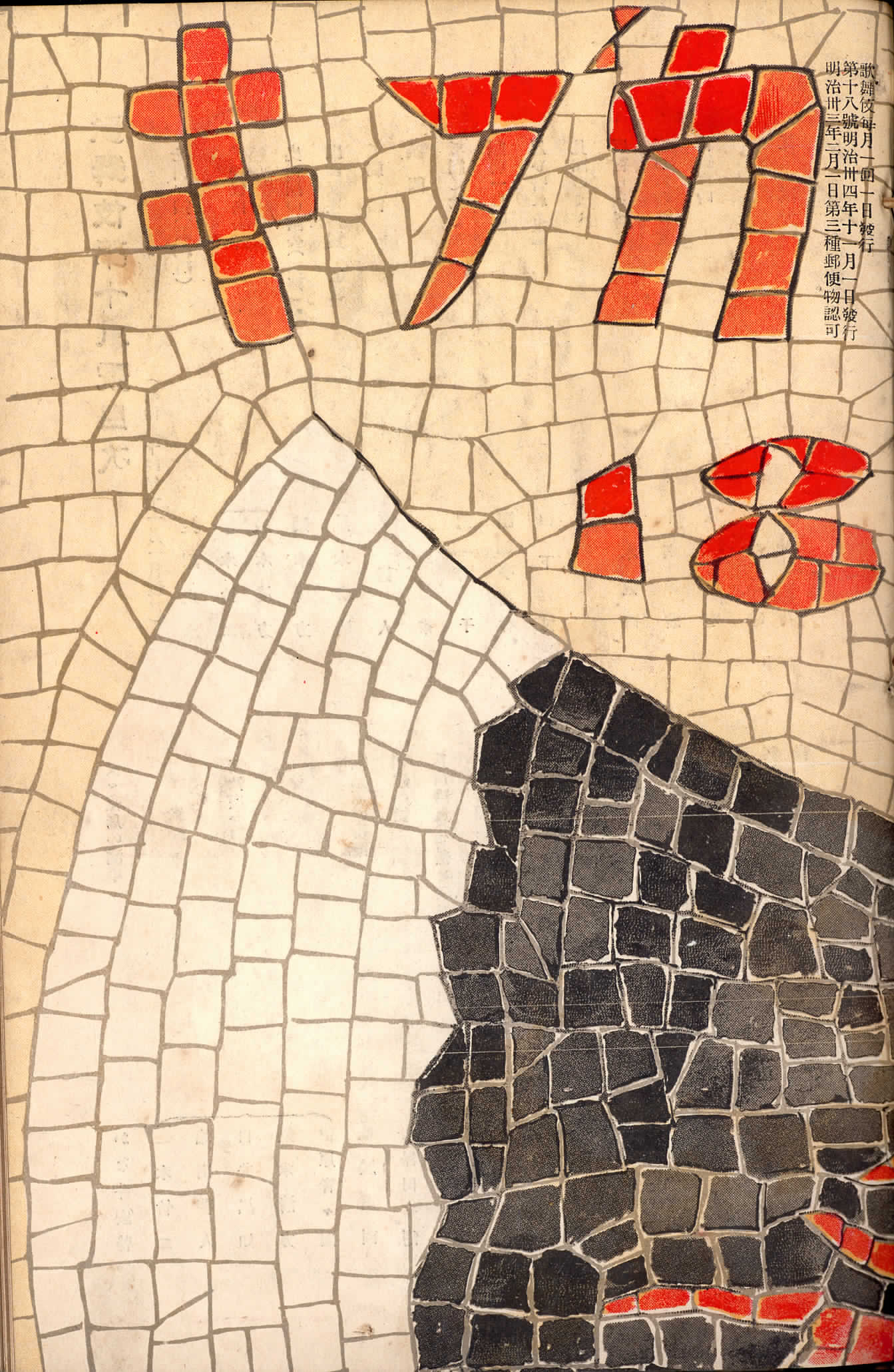
1901年11月号の表紙

『歌舞伎』は「型の記録」に代表されるような記事によって「古典劇演出の伝統保持に大きな功績を残した」と讃えられる一方で、鷗外らによる海外戯曲の紹介についても「この雑誌が初期の近代劇運動に与えた影響は看過できない」と評されることもあり、金子幸代などは「日本の伝統演劇である歌舞伎と近代劇の紹介という両輪に目配りした日本最初の総合演劇雑誌」と形容している。
特に劇評に関して藤田洋は江戸以来の「評判記」の形式の劇評を刷新し、「文芸批評的な地位にまで高められた演劇批評」を目指した「それまでにみられなかった、新しい感覚の演劇雑誌」と評価している。また、石川淳は『歌舞伎』が三木竹二1人の働きで維持されたことを特記し、「歌舞伎という雑誌、その経営、その編集の全部は、これを三木竹二の仕事として歴史的に評価するに堪えたものである」と述べ、「新旧融合、おのおのその処をえて、渾然としてわが近代劇の源流をひらいたのは、この粹な雑誌の溌剌たる面目であった」と称賛した。
同時代への影響の大きさに加え、「歌舞伎のみならずわが国演劇界の状勢、ひいては広告欄も含めて世相の推移を知るのに好個な資料」としても認識されていため、2010年から2013年にかけて雄松堂書店から全50冊の復刻版が出版され、研究体制が整備されつつある。

## 年表
- 1897年 - 『歌舞伎新報』の休刊。
- 1900年 - 安田善之助の資金援助のもと、三木竹二によって『歌舞伎』創刊、定価は10銭。このころ團十郎、菊五郎の休演が続く[15]。
- 1901年 - 7月号から題字を片仮名表記に[39]、翌年から元に戻る。
- 1902年 - 森鷗外の『玉篋両浦嶼』発表。
- 1903年 - 團菊の死。2月、明治座で帰朝した川上音二郎が『オセロ』を上演したことを受け、34号で特集。
- 1904年 - 2月日露戦争が開戦、3月臨時号に鷗外が『日蓮上人辻説法』を発表。
- 1908年 - 三木竹二の死、伊原青々園が編集を引き継ぐ。
- 1915年 - 終刊。
- 1925年 - 第二次『歌舞伎』が創刊。